# Парі Воллей
Парі Воллей (фр. Paris Volley) — французький волейбольний клуб. Перший переможець Ліги чемпіонів ЄКВ (2001).

## Досягнення
- переможець Ліги чемпіонів ЄКВ (2001).[1]
- володар Кубка володарів кубків 2000.
- володар Кубка ЄКВ 2014.